# OpenDNS
OpenDNS est un service gratuit de redirection DNS. Il se consulte via deux serveurs DNS récursifs accessibles sous les IP anycast suivantes :
- IPv4 : 208.67.222.222 et 208.67.220.220[1] ; 208.67.222.220 et 208.67.220.222[2] ; 208.67.222.123 et 208.67.220.123[3] ;
- IPv6 : 2620:119:35::35 et 2620:119:53::53[4]

Le service permet les corrections automatiques des noms de domaines saisis par l'utilisateur ainsi qu'un service de blocage de certaines catégories de noms de domaines. Lorsqu'un utilisateur tente d'atteindre un nom de domaine qui n'existe pas, il est automatiquement redirigé vers une page de recherche qui lui permettra d'atteindre un autre site proche de la recherche effectuée.
OpenDNS n'est plus accessible depuis la France et le Portugal depuis le 28 juin 2024,,.

## Histoire
David Ulevitch est le créateur du site, lancé en juillet 2006.
L'entreprise Cisco Systems rachète la société en juillet 2015, pour un montant de 635 millions de dollars .

## Particularités
Ce service est gratuit, accessible partout dans le monde. Le mode de fonctionnement financier est basé sur l'adjonction de publicités en cas de fautes de frappes de l'utilisateur dans sa requête, grâce à une manipulation de l'espace des noms de domaine, cela sans pop-up ni cookie. Le service est aussi censé réduire le risque d'hameçonnage grâce à sa collaboration avec PhishTank.com.
L'utilisateur peut également créer un compte, ce qui permettra ensuite de gérer le blocage de sites classés dans diverses catégories, mais aussi de créer une liste noire/blanche et consulter des statistiques d'activité.
Le recours à la manipulation des noms de domaine est cependant controversé.

## Confidentialité
Comme avec les autres services de ce type se pose le problème de la confidentialité des recherches et des noms de domaines consultés.